# Bell Telephone Building (Pittsburgh)
El Bell Telephone Building es un rascacielos art déco y neoclásico de 103 m en el centro de la ciudad de Pittsburgh, la capital del estado de Pensilvania (Estados Unidos). Fue terminado en 1923 y tiene 20 pisos. Es el vigésimo segundo edificio más alto de la ciudad. Fue diseñado por John Torrey Windrim.